# Cleonymus dentatifemur
Cleonymus dentatifemur är en stekelart som först beskrevs av Girault 1926.  Cleonymus dentatifemur ingår i släktet Cleonymus och familjen puppglanssteklar. Inga underarter finns listade i Catalogue of Life.